# بخش گمبوعه
بخش گمبوعه، یکی از بخش‌های شهرستان حمیدیه در استان خوزستان ایران است. مرکز این بخش، روستای گمبوعه بزرگ است.

## تقسیمات کشوری
- بخش گمبوعه
  - دهستان جهاد
  - دهستان طراح

## جمعیت
بر پایه سرشماری عمومی نفوس و مسکن در سال ۱۳۹۵، جمعیت بخش گمبوعه برابر با ۱۳٬۸۶۵ نفر بوده است.